# Решетников, Игорь Викторович
Игорь Викторович Решетников (род. 24 октября 1966, Кемерово, Кемеровская область, РСФСР, СССР) — советский и российский деятель органов внутренних дел. Начальник Управления МВД России по Курганской области с 14 апреля 2011 по 4 июля 2015. Генерал-майор полиции (2012).

## Биография
Родился 24 октября 1966 в городе Кемерово Кемеровской области.
В 1996 с отличием окончил Хабаровскую высшую школу МВД России. В 2001 с отличием и золотой медалью окончил 1-й факультет Академии управления МВД России.
В органах внутренних дел служил с ноября 1986. Работал в службе криминальной милиции территориальных органов внутренних дел.
С октября 2003 по март 2008 — начальник Управления внутренних дел города Петропавловска-Камчатского.
С марта 2008 по 14 апреля 2011 — заместитель начальника Управления МВД России по Хабаровскому краю — начальник Службы криминальной милиции.
C 14 апреля 2011 по 4 июля 2015 — начальник Управления МВД России по Курганской области.
Указом Президента Российской Федерации от 14 июня 2012 присвоено специальное звание «генерал-майор полиции».

## Уголовное дело
22 мая 2015 подал в отставку в связи с коррупционным скандалом. Причиной отставки стало возбуждение уголовных дел в отношении нескольких заместителей Решетникова, дела возбуждены на основании данных, полученных в рамках расследования хищения бюджетных средств, выделенных на реконструкцию медико-санитарной части УМВД России по Курганской области. В ходе расследования выяснилось, что высокопоставленные должностные лица УМВД России по Курганской области получали от подрядчика взятки в процентном соотношении от общей суммы заключенного на проведение ремонтных работ контракта за оказание покровительства коммерсанту. Общая сумма полученных подозреваемыми взяток, по версии следствия, превысила 8 млн рублей. На тот момент двое подозреваемых (заместитель начальника управления полковник внутренней службы Андрей Львович Алёшкин, начальник управления экономической безопасности и противодействия коррупции подполковник полиции Максим Анатольевич Шевелёв) задержаны, им предъявлено обвинение в совершении указанных преступлений. В суд готовится ходатайство об их заключении под стражу. В отношении третьего подозреваемого, начальника тыла управления МВД РФ по Курганской области полковника внутренней службы Сергея Мазко, находящегося в отпуске за пределами Курганской области, вопрос о мере пресечения будет решен в ходе проведения дальнейших следственных действий.
Следственный комитет Российской Федерации по Курганской области 30 мая 2016 года возбудил уголовное дело в отношении Игоря Решетникова. Он обвиняется в злоупотреблении служебными полномочиями (неправомерно распорядился бюджетными средствами, выделенными в рамках гособоронзаказа на проектирование центра кинологической службы (подрядчик получил два миллиона рублей за невыполненную работу) и неправомерно использовал в личных целях реабилитационный центр УМВД России по Курганской области на озере Болдинцево в качестве загородного дома для руководства главка и членов их семей).
9 июня 2016 Игорь Решетников пришел в Курганский городской суд на процесс по делу Алешкина и Шевелёва, обвиняемых в получении взятки. Следственный комитет предъявил обвинение бывшему начальнику УМВД Курганской области Игорю Решетникову в совершении двух преступлений по ч.1 ст. 285 УК РФ «Злоупотребление должностными полномочиями», в отношении Решетникова избрана мера пресечения в виде подписки о невыезде и надлежащем поведении. Он обязан являться по вызовам следователя и не покидать без его разрешения место своего жительства в Москве.
19 апреля 2017 года судья Курганского городского суда Роман Рыбаков огласил приговор, согласно которому Решетников признан виновным в совершении преступления, предусмотренного частью 1 статьи 285 УК РФ по факту использования здания реабилитационного центра. Ему назначено наказание в виде 3 лет лишения свободы. На основании статьи 73 Уголовного кодекса наказание, назначенное Решетникову, считать условным с испытательным сроком 2 года. По второму эпизоду — перечисление средств за проект кинологического центра компании «Арт-мозаика», который на самом деле не был составлен, с Решетникова судимость снята. В честь 70-летия Великой Победы он амнистирован как ветеран боевых действий. Судом вынесено решение о взыскании в пользу бюджета областного УМВД более 14 млн рублей.
13 июля 2017 года Областной суд рассмотрел апелляцию по делу бывшего начальника УМВД по Курганской области Игоря Решетникова. Приговор остался без изменений, отменив лишь часть по взысканию ущерба. Судья оставил ее без рассмотрения, он заявил, что прокуратура может обратиться с гражданским иском к Игорю Решетникову. Решение апелляционной инстанции будет направлено по месту жительства осужденного в Москву, где решение суда и будет исполняться.

## Награды
- «За доблесть в службе»
- «За безупречную службу» III степени
- «За отличие в службе» I и II степени
- Медаль «За отличие в управленческой деятельности» II и III степени
- Наградное оружие — Пистолет Макарова
- Юбилейная медаль «440 лет Оренбургскому казачьему войску» (Оренбургское войсковое казачье общество, 2014)[7]

## Семья
Женат, имеет двух дочерей.